# Carolus Justus Lewe van Aduard
Jonkheer Carolus Justus Lewe van Aduard (Appingedam, 16 maart 1852 - Amsterdam, 20 juli 1917) was een Nederlands burgemeester.

## Leven en werk
Lewe van Aduard was een zoon van jhr. mr. Evert Joost Lewe van Aduard (1814-1864), rechter bij de arrondissementsrechtbank in Groningen, en Catharina Cleveringa (1818-1884).
Lewe van Aduard was burgemeester van Marum (1879-1884), Appingedam (1884-1891) en Steenwijk (1891-1899).
Lewe van Aduard was op 10 maart 1880 te Groningen gehuwd met IJsebranda Tjeska Dull, dochter van Carel Wilhelm Dull, rechter bij het provinciaal gerechtshof, en Sibendina Johanna Quintus. Hij woonde in Nijmegen toen hij kinderloos overleed op 65-jarige leeftijd te Amsterdam en werd gecremeerd te Westerveld.